# WTA 랭킹 1위 단식 테니스 선수 목록

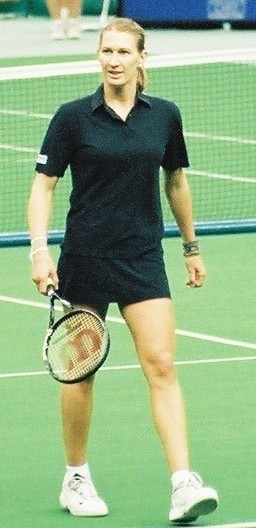
슈테피 그라프는 역대 여자 선수들 중 가장 오랜 기간동안 WTA 세계 랭킹 1위를 기록했다.(377주)

다음의 역대 WTA 랭킹 1위 테니스 선수 목록은 과거 세계 랭킹 1위를 했거나 현재 1위를 하고 있는 선수들의 국적 및 이름을 랭킹 1위를 기록한 시작일 및 종료일과 함께 담고 있다. WTA가 랭킹 산정을 전산화한 1975년 11월 3일 이후 19명의 여자 선수가 세계 랭킹 1위를 기록하였다. WTA는 선수들이 작년 대회 대비 올해 최근 대회에서 얻은 포인트에 따라 각 선수들의 랭킹 포인트를 결산하여 매주 발표하고 있다.

## 역대 세계 랭킹 1위 선수
아래 표는 소니 에릭슨 WTA 투어에서 발간한 2010 Sony Ericsson WTA Tour Official Guide의 141 페이지 자료를 바탕으로 작성된 것이다.
| 국가                             | 이름                          | 시작일           | 종료일           | 주(週)          | 해당 선수의 랭킹 1위 기간 누계(주) |
| -------------------------------- | ----------------------------- | ---------------- | ---------------- | --------------- | ---------------------------------- |
| 미국                             | 크리스 에버트 (1)             | 1975년 11월 3일  | 1976년 4월 25일  | 25              | 25                                 |
| 오스트레일리아                   | 이본 굴라공 콜리 (2)          | 1976년 4월 26일  | 1976년 5월 9일   | 2               | 2                                  |
| 미국                             | 크리스 에버트                 | 1976년 5월 10일  | 1978년 7월 9일   | 113             | 138                                |
| 체코                             | 마르티나 나브라틸로바 (3)     | 1978년 7월 10일  | 1979년 1월 13일  | 26              | 26                                 |
| 미국                             | 크리스 에버트                 | 1979년 1월 14일  | 1979년 1월 27일  | 2               | 140                                |
| 체코                             | 마르티나 나브라틸로바         | 1979년 1월 28일  | 1979년 2월 24일  | 4               | 30                                 |
| 미국                             | 크리스 에버트                 | 1979년 2월 25일  | 1979년 4월 15일  | 7               | 147                                |
| 체코                             | 마르티나 나브라틸로바         | 1979년 4월 16일  | 1979년 6월 24일  | 10              | 40                                 |
| 미국                             | 크리스 에버트                 | 1979년 6월 25일  | 1979년 9월 9일   | 11              | 158                                |
| 체코                             | 마르티나 나브라틸로바         | 1979년 9월 10일  | 1980년 4월 6일   | 31              | 71                                 |
| 미국                             | 트레이시 오스틴 (4)           | 1980년 4월 7일   | 1980년 4월 20일  | 2               | 2                                  |
| 체코                             | 마르티나 나브라틸로바         | 1980년 4월 21일  | 1980년 7월 6일   | 11              | 82                                 |
| 미국                             | 트레이시 오스틴               | 1980년 7월 7일   | 1980년 11월 17일 | 19              | 21                                 |
| 미국                             | 크리스 에버트                 | 1980년 11월 18일 | 1982년 5월 2일   | 76              | 234                                |
| 미국                             | 마르티나 나브라틸로바         | 1982년 5월 3일   | 1982년 5월 16일  | 2               | 84                                 |
| 미국                             | 크리스 에버트                 | 1982년 5월 17일  | 1982년 6월 13일  | 4               | 238                                |
| 미국                             | 마르티나 나브라틸로바         | 1982년 6월 14일  | 1985년 6월 9일   | 156             | 240                                |
| 미국                             | 크리스 에버트                 | 1985년 6월 10일  | 1985년 10월 13일 | 18              | 256                                |
| 미국                             | 마르티나 나브라틸로바         | 1985년 10월 14일 | 1985년 10월 27일 | 2               | 242                                |
| 미국                             | 크리스 에버트                 | 1985년 10월 28일 | 1985년 11월 24일 | 4               | 260                                |
| 미국                             | 마르티나 나브라틸로바         | 1985년 11월 25일 | 1987년 8월 16일  | 90              | 332                                |
| 독일                             | 슈테피 그라프 (5)             | 1987년 8월 17일  | 1991년 3월 10일  | 186 (최고 기록) | 186                                |
| 유고슬라비아 사회주의 연방공화국 | 모니카 셀레스 (6)             | 1991년 3월 11일  | 1991년 8월 4일   | 21              | 21                                 |
| 독일                             | 슈테피 그라프                 | 1991년 8월 5일   | 1991년 8월 11일  | 1               | 187                                |
| 유고슬라비아 사회주의 연방공화국 | 모니카 셀레스                 | 1991년 8월 12일  | 1991년 8월 18일  | 1               | 22                                 |
| 독일                             | 슈테피 그라프                 | 1991년 8월 19일  | 1991년 9월 8일   | 3               | 190                                |
| /                                | 모니카 셀레스                 | 1991년 9월 9일   | 1993년 6월 6일   | 91              | 113                                |
| 독일                             | 슈테피 그라프                 | 1993년 6월 7일   | 1995년 2월 5일   | 87              | 277                                |
| 스페인                           | 아란차 산체스 비카리오 (7)    | 1995년 2월 6일   | 1995년 2월 19일  | 2               | 2                                  |
| 독일                             | 슈테피 그라프                 | 1995년 2월 20일  | 1995년 2월 26일  | 1               | 278                                |
| 스페인                           | 아란차 산체스 비카리오        | 1995년 2월 27일  | 1995년 4월 9일   | 6               | 8                                  |
| 독일                             | 슈테피 그라프                 | 1995년 4월 10일  | 1995년 5월 14일  | 5               | 283                                |
| 스페인                           | 아란차 산체스 비카리오        | 1995년 5월 15일  | 1995년 6월 11일  | 4               | 12                                 |
| 독일                             | 슈테피 그라프                 | 1995년 6월 12일  | 1995년 8월 14일  | 9               | 292                                |
| 독일 · 미국                      | 슈테피 그라프 & 모니카 셀레스 | 1995년 8월 15일  | 1996년 11월 3일  | 64              | 356 & 177                          |
| 독일                             | 슈테피 그라프                 | 1996년 11월 4일  | 1996년 11월 17일 | 2               | 358                                |
| 독일 · 미국                      | 슈테피 그라프 & 모니카 셀레스 | 1996년 11월 18일 | 1996년 11월 24일 | 1               | 359 & 178                          |
| 독일                             | 슈테피 그라프                 | 1996년 11월 25일 | 1997년 3월 30일  | 18              | 377 (최고 기록)                    |
| 스위스                           | 마르티나 힝기스 (8)           | 1997년 3월 31일  | 1998년 10월 11일 | 80              | 80                                 |
| 미국                             | 린제이 데이븐포트 (9)         | 198년 10월 12일  | 1999년 2월 7일   | 17              | 17                                 |
| 스위스                           | 마르티나 힝기스               | 1999년 2월 8일   | 199년 7월 4일    | 21              | 101                                |
| 미국                             | 린제이 데이븐포트             | 1999년 7월 5일   | 1999년 8월 8일   | 5               | 22                                 |
| 스위스                           | 마르티나 힝기스               | 1999년 8월 9일   | 2000년 4월 2일   | 34              | 135                                |
| 미국                             | 린제이 데이븐포트             | 2000년 4월 3일   | 2000년 5월 7일   | 5               | 27                                 |
| 스위스                           | 마르티나 힝기스               | 2000년 5월 8일   | 2000년 5월 14일  | 1               | 136                                |
| 미국                             | 린제이 데이븐포트             | 2000년 5월 15일  | 2000년 5월 21일  | 1               | 28                                 |
| 스위스                           | 마르티나 힝기스               | 2000년 5월 22일  | 2001년 10월 14일 | 73              | 209                                |
| 미국                             | 제니퍼 카프리아티 (10)        | 2001년 10월 15일 | 2001년 11월 4일  | 3               | 3                                  |
| 미국                             | 린제이 데이븐포트             | 2001년 11월 5일  | 2002년 1월 13일  | 10              | 38                                 |
| 미국                             | 제니퍼 카프리아티             | 2002년 1월 14일  | 2002년 2월 24일  | 6               | 9                                  |
| 미국                             | 비너스 윌리엄스 (11)          | 2002년 2월 25일  | 2002년 3월 17일  | 3               | 3                                  |
| 미국                             | 제니퍼 카프리아티             | 2002년 3월 18일  | 2002년 4월 21일  | 5               | 14                                 |
| 미국                             | 비너스 윌리엄스               | 2002년 4월 22일  | 2002년 5월 19일  | 4               | 7                                  |
| 미국                             | 제니퍼 카프리아티             | 2002년 5월 20일  | 2002년 6월 9일   | 3               | 17                                 |
| 미국                             | 비너스 윌리엄스               | 2002년 6월 10일  | 2002년 7월 7일   | 4               | 11                                 |
| 미국                             | 세레나 윌리엄스 (12)          | 2002년 7월 8일   | 2003년 8월 10일  | 57              | 57                                 |
| 벨기에                           | 킴 클리스터스 (13)            | 2003년 8월 11일  | 2003년 10월 19일 | 10              | 10                                 |
| 벨기에                           | 쥐스틴 에넹 (14)              | 2003년 10월 20일 | 2003년 10월 26일 | 1               | 1                                  |
| 벨기에                           | 킴 클리스터스                 | 2003년 10월 27일 | 2003년 11월 9일  | 2               | 12                                 |
| 벨기에                           | 쥐스틴 에넹                   | 2003년 11월 10일 | 2004년 9월 12일  | 44              | 45                                 |
| 프랑스                           | 아멜리 모레스모 (15)          | 2004년 9월 13일  | 2004년 10월 17일 | 5               | 5                                  |
| 미국                             | 린제이 데이븐포트             | 2004년 10월 18일 | 2005년 8월 21일  | 44              | 82                                 |
| 러시아                           | 마리아 샤라포바 (16)          | 2005년 8월 22일  | 2005년 8월 28일  | 1               | 1                                  |
| 미국                             | 린제이 데이븐포트             | 2005년 8월 29일  | 2005년 9일 11일  | 2               | 84                                 |
| 러시아                           | 마리아 샤라포바               | 2005년 9월 12일  | 2005년 10월 23일 | 6               | 7                                  |
| 미국                             | 린제이 데이븐포트             | 2005년 10월 24일 | 2006년 1월 29일  | 14              | 98                                 |
| 벨기에                           | 킴 클리스터스                 | 2006년 1월 30일  | 2006년 3월 19일  | 7               | 19                                 |
| 프랑스                           | 아멜리 모레스모               | 2006년 3월 20일  | 2006년 11월 12일 | 34              | 39                                 |
| 벨기에                           | 쥐스틴 에넹                   | 2006년 11월 13일 | 2007년 1월 28일  | 11              | 56                                 |
| 러시아                           | 마리아 샤라포바               | 2007년 1월 29일  | 2007년 3월 18일  | 7               | 14                                 |
| 벨기에                           | 쥐스틴 에넹                   | 2007년 3월 19일  | 2008년 5월 18일  | 61              | 117                                |
| 러시아                           | 마리아 샤라포바               | 2008년 5월 19일  | 2008년 6월 8일   | 3               | 17                                 |
| 세르비아                         | 아나 이바노비치 (17)          | 2008년 6월 9일   | 2008년 8월 10일  | 9               | 9                                  |
| 세르비아                         | 옐레나 얀코비치 (18)          | 2008년 8월 11일  | 2008년 8월 17일  | 1               | 1                                  |
| 세르비아                         | 아나 이바노비치               | 2008년 8월 18일  | 2008년 9월 7일   | 3               | 12                                 |
| 미국                             | 세레나 윌리엄스               | 2008년 9월 8일   | 2008년 10월 5일  | 4               | 61                                 |
| 세르비아                         | 옐레나 얀코비치               | 2008년 10월 6일  | 2009년 2월 1일   | 17              | 18                                 |
| 미국                             | 세레나 윌리엄스               | 2009년 2월 2일   | 2009년 4월 19일  | 11              | 72                                 |
| 러시아                           | 디나라 사피나 (19)            | 2009년 4월 20일  | 2009년 11월 1일  | 24              | 26                                 |
| 미국                             | 세레나 윌리엄스 (5)           | 2009년 11월 2일  | 2010년 10월 10일 | 49              | 123                                |

※ 현재 랭킹 1위는 굵은 글씨로 표시함.
※ 마지막 업데이트: 2009년 9월 28일.

## 랭킹 1위 관련 통계
| 랭킹 | 국적           | 서수                   | 주  |
| ---- | -------------- | ---------------------- | --- |
| 1.   | 독일           | 슈테피 그라프          | 377 |
| 2.   | /              | 마르티나 나브라틸로바  | 332 |
| 3.   | 미국           | 크리스 에버트          | 260 |
| 4.   | 스위스         | 마르티나 힝기스        | 209 |
| 5.   | /              | 모니카 셀레스          | 178 |
| 6.   | 미국           | 세레나 윌리엄스        | 123 |
| 7.   | 벨기에         | 쥐스틴 에넹            | 117 |
| 8.   | 미국           | 린제이 데이븐포트      | 98  |
| 9.   | 프랑스         | 아멜리 모레스모        | 39  |
| 10.  | 러시아         | 디나라 사피나          | 26  |
| 11.  | 미국           | 트레이시 오스틴        | 21  |
| 12.  | 벨기에         | 킴 클리스터스          | 19  |
| 13.  | 세르비아       | 옐레나 얀코비치        | 18  |
| 14.  | 미국           | 제니퍼 카프리아티      | 17  |
| =    | 러시아         | 마리아 샤라포바        | 17  |
| 16.  | 세르비아       | 카롤린 보스니아키      | 13  |
| 17.  | 세르비아       | 아나 이바노비치        | 12  |
| =    | 스페인         | 아란차 산체스 비카리오 | 12  |
| 19.  | 미국           | 비너스 윌리엄스        | 11  |
| 20.  | 오스트레일리아 | 이본 굴라공 콜리       | 2   |

| 랭킹 | 국적                             | 선수                      | 주  |
| ---- | -------------------------------- | ------------------------- | --- |
| 1    | 독일                             | 슈테피 그라프             | 186 |
| 2    | 미국                             | 마르티나 나브라틸로바     | 156 |
| 3    | 미국                             | 크리스 에버트             | 113 |
| 4    | 독일                             | 슈테피 그라프 (2)         | 94  |
| 5    | 유고슬라비아 사회주의 연방공화국 | 모니카 셀레스             | 91  |
| 6    | 미국                             | 마르티나 나브라틸로바 (2) | 90  |
| 7    | 독일                             | 슈테피 그라프 (3)         | 87  |
| 8    | 스위스                           | 마르티나 힝기스           | 80  |
| 9    | 미국                             | 크리스 에버트 (2)         | 76  |
| 10   | 스위스                           | 마르티나 힝기스 (2)       | 73  |
| 11   | 독일                             | 슈테피 그라프 (4)         | 64  |
| =    | 미국                             | 모니카 셀레스 (2)         | 64  |
| 13   | 벨기에                           | 쥐스틴 에넹               | 61  |
| 14   | 미국                             | 세레나 윌리엄스           | 57  |
| 15   | 벨기에                           | 쥐스틴 에넹 (2)           | 44  |
| =    | 미국                             | 린제이 데이븐포트         | 44  |
| 17   | 스위스                           | 마르티나 힝기스 (3)       | 34  |
| =    | 프랑스                           | 아멜리 모레스모           | 34  |
| 19   | 체코                             | 마르티나 나브라틸로바 (3) | 30  |

## 역대 연말 랭킹 1위 선수
아래 표는 소니 에릭슨 WTA 투어가 발간한 2010 Sony Ericsson WTA Tour Official Guide의 148 페이지 자료를 바탕으로 작성된 것이다.
| 국가     | 선수                  | 연말 1위 기록 회수 |  |
| -------- | --------------------- | ------------------ |  |
| GER      | 슈테피 그라프         | 8                  |  |
| TCH/ USA | 마르티나 나브라틸로바 | 7                  |  |
| USA      | 크리스 에버트         | 5                  |  |
| USA      | 린지 대븐포트         | 4                  |  |
| BEL      | 쥐스틴 에냉           | 3                  |  |
| SUI      | 마르티나 힝기스       | 3                  |  |
| YUG      | 모니카 셀레스         | 3                  |  |
| USA      | 세리나 윌리엄스       | rowspan="2"        |  |
| SRB      | 옐레나 얀코비치       |                    |  |

| 연도 | 국가    | 선수                        |
| ---- | ------- | --------------------------- |
| 1975 | USA     | 크리스 에버트 (1)           |
| 1976 | USA     | 크리스 에버트               |
| 1977 | USA     | 크리스 에버트               |
| 1978 | TCH     | 마르티나 나브라틸로바 (2)   |
| 1979 | TCH     | 마르티나 나브라틸로바       |
| 1980 | USA     | 크리스 에버트               |
| 1981 | USA     | 크리스 에버트               |
| 1982 | USA     | 마르티나 나브라틸로바       |
| 1983 | USA     | 마르티나 나브라틸로바       |
| 1984 | USA     | 마르티나 나브라틸로바       |
| 1985 | USA     | 마르티나 나브라틸로바       |
| 1986 | USA     | 마르티나 나브라틸로바       |
| 1987 | GER     | 슈테피 그라프 (3)           |
| 1988 | GER     | 슈테피 그라프               |
| 1989 | GER     | 슈테피 그라프               |
| 1990 | GER     | 슈테피 그라프               |
| 1991 | YUG     | 모니카 셀레스 (4)           |
| 1992 | YUG     | 모니카 셀레스               |
| 1993 | GER     | 슈테피 그라프               |
| 1994 | GER     | 슈테피 그라프               |
| 1995 | GER USA | 슈테피 그라프 모니카 셀레스 |
| 1996 | GER     | 슈테피 그라프               |
| 1997 | SUI     | 마르티나 힝기스 (5)         |
| 1998 | USA     | 린지 대븐포트 (6)           |
| 1999 | SUI     | 마르티나 힝기스             |
| 2000 | SUI     | 마르티나 힝기스             |
| 2001 | USA     | 린제이 대븐포트             |
| 2002 | USA     | 세리나 윌리엄스 (7)         |
| 2003 | BEL     | 쥐스틴 에냉 (8)             |
| 2004 | USA     | 린지 대븐포트               |
| 2005 | USA     | 린지 대븐포트               |
| 2006 | BEL     | 쥐스틴 에냉                 |
| 2007 | BEL     | 쥐스틴 에냉                 |
| 2008 | SRB     | 옐레나 얀코비치 (9)         |
| 2009 | USA     | 세리나 윌리엄스             |
| 2010 | DEN     | 캐럴라인 보즈니아키 (10)    |

※ 초록색은 해당 연도 전주간 1위를 의미함.

## 그랜드 슬램 대회 우승 경력 없이 세계 랭킹 1위를 기록한 선수
| 선수            | 최초 랭킹 1위 기록일 | 최초 그랜드 슬램 결승 진출         | 최초 그랜드 슬램 타이틀 |
| --------------- | -------------------- | ---------------------------------- | ----------------------- |
| 킴 클리스터스   | 2003년 8월 11일      | 2001 프랑스 오픈 단식 (2001년 6월) | 2005 US 오픈 단식       |
| 아멜리 모레스모 | 2004년 9월 13일      | 2004 호주 오픈 단식 (1999년 1월)   | 2006 호주 오픈 단식     |
| 옐레나 얀코비치 | 2008년 8월 11일      | 2008 US 오픈 단식 (2008년 9월)     | (없음)                  |
| 디나라 사피나   | 2009년 4월 20일      | 2008 프랑스 오픈 단식 (2008년 6월) | (없음)                  |

## 세계 랭킹 5위 내에 진입했으나 1위는 하지 못한 선수
아래 표는 소니 에릭슨 WTA 투어가 발간한 2010 Sony Ericsson WTA Tour Official Guide의 144 페이지 자료를 바탕으로 작성된 것이다.
| 선수                  | 최초 진입일      |
| --------------------- | ---------------- |
| 세계 랭킹 2위         |                  |
| 버지니아 웨이드       | 1975년 11월 3일  |
| 앤드리아 예이거       | 1981년 8월 17일  |
| 콘치타 마르티네스     | 1995년 10월 30일 |
| 야나 노보트나         | 1997년 7월 7일   |
| 아나스타샤 미스키나   | 2004년 9월 13일  |
| 스베틀라나 쿠즈네초바 | 2007년 9월 10일  |
| 베라 즈보나레바       | 2010년 10월 25일 |

| 선수                | 최초 진입일     |
| ------------------- | --------------- |
| 세계 랭킹 3위       |                 |
| 팸 슈라이버         | 1984년 3월 20일 |
| / 하나 만들리코바   | 1984년 4월 30일 |
| 웬디 턴불           | 1985년 1월 7일  |
| 마누엘라 말레바     | 1985년 2월 4일  |
| 가브리엘라 사바티니 | 1989년 2월 27일 |
| 마리 피에르스       | 1995년 1월 30일 |
| 아만다 쿠처르       | 1997년 11월 3일 |
| 나탈리 토지아       | 2000년 5월 8일  |
| 나디아 페트로바     | 2006년 5월 5일  |
| 엘레나 데멘티에바   | 2009년 4월 6일  |

| 선수                       | 최초 진입일      |
| -------------------------- | ---------------- |
| 세계 랭킹 4위              |                  |
| 수 바커                    | 1977년 3월 20일  |
| 다이앤 프롬홀츠 베일스트랫 | 1979년 3월 19일  |
| 헬레나 수코바              | 1985년 3월 18일  |
| 클라우디아 코드킬시        | 1985년 9월 2일   |
| 지나 개리슨                | 1989년 11월 20일 |
| 메리 조 페르난데스         | 1990년 10월 22일 |
| 다테 기미코                | 1995년 5월 13일  |
| 막달레나 말리바            | 1996년 1월 29일  |
| 이바 마욜리                | 1996년 2월 5일   |
| 앙케 후버                  | 1996년 10월 14일 |
| / 옐레나 도키치            | 2002년 8월 19일  |

| 선수              | 최초 진입일     |
| ----------------- | --------------- |
| 세계 랭킹 5위     |                 |
| 로즈마리 카잘스   | 1976년 9월 13일 |
| 마거릿 코트       | 1977년 2월 21일 |
| 베티 스토브       | 1977년 7월 3일  |
| 실비아 하니카     | 1983년 9월 12일 |
| 캐시 조던         | 1984년 3월 19일 |
| 조 두리           | 1984년 4월 29일 |
| 나타샤 즈베레바   | 1989년 5월 22일 |
| 다니엘라 한투코바 | 2003년 1월 27일 |
| 아나 차크베타제   | 2007년 9월 10일 |
| 서맨사 스토서     | 2010년 7월 5일  |

## 포인트 배정
WTA는 매주 선수들의 단식 및 복식 경기 성적에 따라 랭킹을 발표한다. 랭킹 포인트는 각 대회에서 선수들이 진출한 최종 회전(round)을 기준으로 산정된다. 아래는 2009년 각 종류별 대회의 회전별 랭킹 포인트 배정을 정리한 것이다.
| 대회 종류                  | 우승 | 준우승 | 4강 | 8강 | 16강 | 32강 | 64강 | 128강 | 예선 통과 | 예선 3회전 | 예선 2회전 | 예선 1회전 |
| -------------------------- | ---- | ------ | --- | --- | ---- | ---- | ---- | ----- | --------- | ---------- | ---------- | ---------- |
| 그랜드 슬램 (단식)         | 2000 | 1400   | 900 | 500 | 280  | 160  | 100  | 5     | 60        | 50         | 40         | 2          |
| 그랜드 슬램 (복식)         | 2000 | 1400   | 900 | 500 | 280  | 160  | 5    | -     | 48        | -          | -          | -          |
| 프리미어 맨데터리 (96S)    | 1000 | 700    | 450 | 250 | 140  | 80   | 50   | 5     | 30        | -          | 20         | 1          |
| 프리미어 맨데터리 (64S)    | 1000 | 700    | 450 | 250 | 140  | 80   | 5    | -     | 30        | -          | 20         | 1          |
| 프리미어 맨데터리 (28/32D) | 1000 | 700    | 450 | 250 | 140  | 5    | -    | -     | -         | -          | -          | -          |
| 프리미어 5 (56S)           | 800  | 550    | 350 | 200 | 110  | 60   | 1    | -     | 30        | -          | 20         | 1          |
| 프리미어 5 (28D)           | 800  | 550    | 350 | 200 | 110  | 1    | -    | -     | -         | -          | -          | -          |
| 프리미어 (56S)             | 470  | 320    | 200 | 120 | 60   | 40   | 1    | -     | 12        | -          | 8          | 1          |
| 프리미어 (32S)             | 470  | 320    | 200 | 120 | 60   | 1    | -    | -     | 20        | 12         | 8          | 1          |
| 프리미어 (16D)             | 470  | 320    | 200 | 120 | 1    | -    | -    | -     | -         | -          | -          | -          |
| 인터내셔널 (56S)           | 280  | 200    | 130 | 70  | 30   | 15   | 1    | -     | 10        | -          | 6          | 1          |
| 인터내셔널 (32S)           | 280  | 200    | 130 | 70  | 30   | 1    | -    | -     | 16        | 10         | 6          | 1          |
| 인터내셔널 (16D)           | 280  | 200    | 130 | 70  | 1    | -    | -    | -     | -         | -          | -          | -          |
| ITF $100,000 + H(32)       | 150  | 110    | 80  | 40  | 20   | 1    | -    | -     | 6         | 4          | 1          | -          |
| ITF $100,000 + H(16)       | 150  | 110    | 80  | 40  | 1    | -    | -    | -     | -         | -          | -          | -          |
| ITF $100,000 (32)          | 140  | 100    | 70  | 36  | 18   | 1    | -    | -     | 6         | 4          | 1          | -          |
| ITF $100,000 (16)          | 140  | 100    | 70  | 36  | 1    | -    | -    | -     | -         | -          | -          | -          |
| ITF $75,000 + H(32)        | 130  | 90     | 58  | 32  | 16   | 1    | -    | -     | 6         | 4          | 1          | -          |
| ITF $75,000 + H(16)        | 130  | 90     | 58  | 32  | 1    | -    | -    | -     | -         | -          | -          | -          |
| ITF $75,000 (32)           | 110  | 78     | 50  | 30  | 14   | 1    | -    | -     | 6         | 4          | 1          | -          |
| ITF $75,000 (16)           | 110  | 78     | 50  | 30  | 1    | -    | -    | -     | -         | -          | -          | -          |
| ITF $50,000 + H(32)        | 90   | 64     | 40  | 24  | 12   | 1    | -    | -     | 6         | 4          | 1          | -          |
| ITF $50,000 + H(16)        | 90   | 64     | 40  | 24  | 1    | -    | -    | -     | -         | -          | -          | -          |
| ITF $50,000 (32)           | 70   | 50     | 32  | 18  | 10   | 1    | -    | -     | 6         | 4          | 1          | -          |
| ITF $50,000 (16)           | 70   | 50     | 32  | 18  | 1    | -    | -    | -     | -         | -          | -          | -          |
| ITF $25,000 (32)           | 50   | 34     | 24  | 14  | 8    | 1    | -    | -     | 1         | -          | -          | -          |
| ITF $25,000 (16)           | 50   | 34     | 24  | 14  | 1    | -    | -    | -     | -         | -          | -          | -          |
| ITF $10,000 (32)           | 12   | 8      | 6   | 4   | 1    | -    | -    | -     | -         | -          | -          | -          |
| ITF $10,000 (16)           | 12   | 8      | 6   | 1   | 0    | -    | -    | -     | -         | -          | -          | -          |

※ "+H"는 추가 드로 배정이 가능함을 가리킴.
출처: (영어) “2009 Official Rulebook” (PDF). 《sonyericssonwtatour.com》. 193-202쪽. 2009년 1월 9일에 확인함.

## 같이 보기
- 역대 ATP 랭킹 1위 테니스 선수 목록
- 세계 랭킹 1위 여자 테니스 선수